# Woodes Rogers
Woodes Rogers (provavelmente em Poole, cerca de 1679 — Nassau, 15 de julho de 1732) foi um capitão inglês, corsário, e, posteriormente, o primeiro Governador Real de Bahamas. É conhecido como o capitão do navio que resgatou o marinheiro abandonado Alexander Selkirk, cuja situação acredita-se ter inspirado o romance Robinson Crusoe de Daniel Defoe.
Rogers veio de uma família de marinheiros, cresceu em Poole e Bristol, e serviu em um estágio como marinheiro em Bristol. Seu pai, que trabalhou em muitos navios, morreu quando Rogers estava com aproximadamente vinte anos. A morte do pai levou Rogers à assumir o controle do comércio de transporte marítimo da família. Em 1707, Rogers comunicou-se com o capitão William Dampier, o qual procurava apoio para realizar uma viagem de corsários contra espanhóis (os britânicos estavam em guerra com estes). Rogers liderou a expedição, que consistiu de dois navios bem armados — era o capitão do Duke (Duque) e o outro navio se chamava Duchess (Duquesa). Em três anos, Rogers e seus homens viajaram ao redor do mundo, capturando vários navios no Oceano Pacífico. No percurso, a expedição resgatou o marinheiro escocês abandonado Alexander Selkirk na Ilha Juan Fernandez em 1 de fevereiro de 1709. A expedição retornou à Inglaterra em outubro de 1711, Rogers tinha dado a volta no globo, e possuia seus navios originais e a maioria de seus homens.
Enquanto a expedição fez de Rogers um herói nacional, o seu irmão foi morto e Rogers foi gravemente ferido no Pacífico. Em seu retorno, ele teve sucesso com sua tripulação, mas não recebeu sua parte justa nos lucros da expedição, e Rogers foi à falência. Escreveu sobre suas experiências marítimas no livro A Cruising Voyage Round the World, que vendeu bem, em parte devido ao fascínio do público no resgate de Selkirk.
Rogers foi duas vezes nomeado governador das Bahamas, onde conseguiu afastar ameaças da Espanha e combateu piratas. No entanto, o seu primeiro mandato como governador foi financeiramente ruim, e em seu retorno à Inglaterra, foi preso por dívida. Rogers morreu em Nassau com cerca de 53 anos durante seu segundo mandato como governador.

## Tradução
- Texto inicialmente baseado na tradução do artigo «Woodes Rogers» na Wikipédia em inglês.